# Rue Mendelssohn
La rue Mendelssohn est une rue parisienne du 20e arrondissement.

## Situation et accès

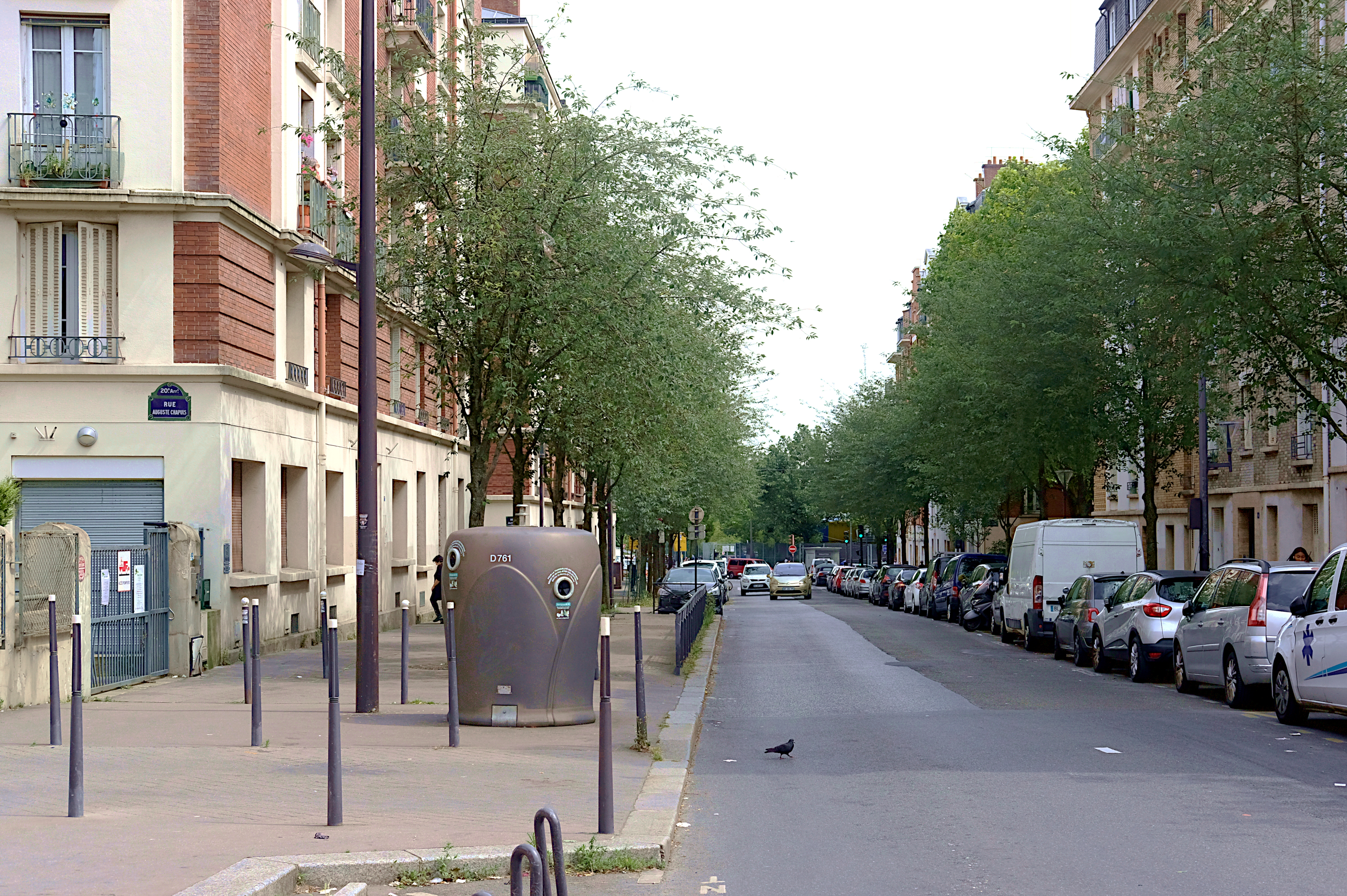
La rue Mendelssohn en juin 2024, vue du boulevard Davout.

La rue Mendelssohn, assez courte, est longée par des immeubles résidentiels. De part et d’autre, des rues privées et des squares fermés densifient les habitations : on leur a donné le nom de provinces — Périgord, Gascogne, Guyenne — ou de personnalités réputées à cette époque et qui venaient de mourir — Jules Chéret, affichiste (1836-1932) (square Jules-Chéret) et Auguste Chapuis, compositeur (1858-1933) (rue Auguste-Chapuis).
En même temps, on a construit un groupe scolaire sur la rue Eugène-Reisz. Cet ensemble, à angle droit de la rue Mendelssohn, comprend un collège et plusieurs écoles. Son architecture est typique des années trente, avec ses briques rouges et ses fenêtres horizontales.
Le carrefour où aboutit la rue Mendelssohn sur le boulevard Davout s’appelle place Marie-de-Miribel.
La rue Mendelssohn est prolongée par la rue Édouard-Glissant pour arriver sur la place de la Porte-de-Montreuil où l’on entend perpétuellement le bourdonnement du périphérique qui passe en contrebas.

## Origine du nom

Portrait de Felix Mendelssohn par Eduard Magnus (1846).

Cette voie est nommée d'après le compositeur allemand Felix Mendelssohn (1809-1847).

## Historique
La voie a été ouverte et a pris sa dénomination actuelle par un arrêté du 11 août 1932, sur l'emplacement du bastion no 12 de l'enceinte de Thiers, lorsque le quartier de la porte de Montreuil a été construit au-delà du boulevard Davout, la ceinture des maréchaux.
Sous l'Occupation, cette rue fait partie de celles que le capitaine Paul Sézille, directeur de l'Institut d'étude des questions juives, voulait marquer d'une étoile jaune en raison de l'origine juive du personnage. Ce projet n'aboutira pas.